# 冬の夜ばなし
『冬の夜ばなし』（原題：Snowbody Loves Me、劇場公開時『零下30度』）は「トムとジェリー」の短編作品の一つ。1964年製作。演出・プロデュースはチャック・ジョーンズ。

## スタッフ
- 製作・監督 - チャック・ジョーンズ
- 共同監督 - モーリス・ノブル
- 脚本 - チャック・ジョーンズ、マイケル・マルティーズ
- 原画 - ケン・ハリス、トム・レイ、ディック・トンプソン、ベン・ワーシャム、ドン・トウスリー
- 背景 - フィリップ・デガード
- 音楽 - ユージン・ポッダニー
- インチャージオブプロダクション - レス・ゴールドマン

## 作品内容
とても凍える冬の日。吹雪に巻き込まれて雪玉になり、山を転げ落ちていったジェリーが辿り着いたのはトムが店主を務めるチーズ店であった。曇った同店のショーウインドーを拭いて覗くと、世界中から選りすぐりのチーズがいっぱい。ジェリーは堪らず扉をノックし、それに目を覚ましたトムが扉を開ける。ジェリーは彼の股の下をすり抜けて店内に潜り込み、トムを戸外に締め出してしまう。
極寒に晒されたトムは、勝手に店に侵入したジェリーに怒り心頭。屋根に登って煙突から店の中に入ろうとしたところ、丁度ジェリーが暖炉の薪を燃やし始めたため火炙りになり絶叫と共に掃き出されていった。外で何が起きているのか知る由もないジェリーは店内で一番大きなエメンタールチーズを堪能する。一方、尻尾を残し氷漬け状態のトムはなんとか中へ入ることに成功。巨大チーズの中で思う存分チーズを食らうジェリーを捕らえようと、無数に空いたチーズの穴にコルク栓を打ち込んだ上に空気を送り込み、チーズを破裂させる。残骸の中から見つけ出されたジェリーは咄嗟にワルツを踊り誤魔化したものの、トムに戸外へ追い出される。
これで一安心、のはずだったが、猛吹雪の音が耳から離れないトムは戸外のジェリーが次第に心配になりだす。そして凍りついたジェリーを家の中に入れ、温めた90度のシュナップスを飲ませる。息を吹き返し舞い上がったジェリーは人形のレーダーホーゼンを身に纏い、トムが弾くピアノに合わせて再び踊りだすのであった。

## 登場キャラクター
トム
チーズ店の店主として登場。自分の店へ勝手に侵入し自身を極寒の屋外へ追い出したジェリーに憤慨し、ふいごでチーズを爆発させてジェリーを追放する。だがジェリーの事が心配になり、凍りついていたジェリーを店内へ再び迎え入れ蘇生。最後はジェリーと仲直りした。
ジェリー
寒空の下を彷徨い歩いていたところ、トムが営むチーズ店を見つけ大興奮。やがて店主のトムを締め出してチーズを気ままに頬張るが、やがて戻ってきたトムに反撃され、今度は自身が締め出された。その後身を案じたトムに救出され、最後はトムと仲直りした。

## 備考
作品中では、練習曲や、『華麗なる大円舞曲』、『幻想即興曲』といったショパンの名曲がアレンジされ、数多く登場する。
本作は、以下の「トムとジェリー」既成作品を彷彿とさせるシーンが登場する。
- メリー・クリスマス（The Night Before Christmas、1941年）
- ワルツの王様（Johan Mouse、1953年）
- 友達はいいな（Buddies Thicker Than Water、1961年）

「友達は - 」のみジーン・ダイッチ（Gene Deitch）演出作、他はハンナ&バーベラ（W.Hanna&J.Barbera）演出作。なお「友達は - 」は、トムとジェリーの立場が本作と逆になっている。

## 日本でのテレビ放映
1980年頃、日本テレビ系「木曜スペシャル・おかしなおかしな トムとジェリー 大行進」の枠内で放映され、その後も再放送された。DVDにも収録。